# Hsipaw
Hsipaw är en stad i Myanmar. Den ligger i delstaten Shan, i den centrala delen av landet, 300 km norr om huvudstaden Naypyidaw. Hsipaw ligger 425 meter över havet och folkmängden uppgår till cirka 20 000 invånare.

## Geografi
Terrängen runt Hsipaw är kuperad åt sydväst, men åt nordost är den platt. Hsipaw ligger nere i en dal. Runt Hsipaw är det ganska glesbefolkat, med 29 invånare per kvadratkilometer. I omgivningarna runt Hsipaw växer huvudsakligen savannskog.